# Diplotaxis liberta
Diplotaxis liberta är en skalbaggsart som beskrevs av Ernst Friedrich Germar 1824. Diplotaxis liberta ingår i släktet Diplotaxis och familjen Melolonthidae. Inga underarter finns listade i Catalogue of Life.